# Пьемонтский скудо
Пьемонтский скудо (итал. scudo piemontese) — денежная единица, имевшая до 1816 года хождение в материковой части Сардинского королевства. Делился на 6 лир, которые в свою очередь делились на 20 сольдо или 240 денаро. Доппия равнялась 2 скудо.
Во время французской оккупации на территории Пьемонта денежной единицей являлся французский франк, небольшое количество монет чеканилось на месте.
В 1816 году пьемонтский скудо был заменён на сардинскую лиру.

## Монеты
В конце XVIII века имели хождение медные монеты достоинством в 2 денаро, биллоновые монеты достоинством в ½, 1, 2½ и 7½ сольдо, серебряные монеты достоинством в ¼, ½ и 1 скудо, и золотые монеты достоинством в ¼, ½, 1, и 2½ доппии. В 1790-х к ним были добавлены медные монеты достоинством в 1 и 5 сольдо и биллоновые монеты достоинством в 10, 15 и 20 сольдо.
Пьемонтская республика в 1799 году чеканила серебряные монеты достоинством в ¼ и ½ скудо. В 1800 году чеканилась бронзовая монета достоинством в 2 сольдо с надписью Nazione Piemontese («Пьемонтская нация»).